# Step Up 3D
Step Up 3D (sau Dansul dragostei - în română) este numele unui film 3D scris de Amy Andelson și Emily Meyer și regizat de Jon Chu, același regizor care s-a ocupat și de Step Up 2: The Streets. În film reapar actorii Adam Sevani (din Step Up 2: The Streets) și Alyson Stoner (Step Up).
Premiera mondială a filmului a avut loc pe 2 august 2010 la El Capitan Theatre, Hollywood; iar lansarea mondială a avut loc pa 6 august 2010, în ambele variante, 2D și 3D (RealD 3D, Dolby 3D si XpanD 3D). De asemenea filmul a fost a doua peliculă care a beneficiat de tehnologia 7.1 surround, după filmul de animație Toy Story 3. În primul weekend după premieră, filmul a avut încasări de 15.8 milioane USD, având cele mai slabe încasări din cele trei filme ale seriei.

## Distribuția
- Rick Malambri - Luke Katcher
- Sharni Vinson - Natalie
- Adam Sevani - Robert "Moose" Alexander III
- Alyson Stoner - Camille Gage
- Joe Slaughter - Julien
- Martin Lombard - Facundo Lombard as the Santiago Twins
- Keith Stallworth - Jacob
- Oren Michaeli - Carlos
- Stephen "Twitch" Boss - Jason
- Kendra Andrews - Anala
- Chadd Smith - Vladd (Robot dancer)
- Daniel "Cloud" Campos - Kid Darkness
- Harry Shum, Jr - Cable
- Mari Koda - Jenny Kido
- Christopher Scott - Hair
- Janelle Cambridge - Fly
- Luis Rosado - Monster
- LaJon Dantzler - Smiles